# Ketelbrug
Ketelbrug je most koji premošćuje jezero Ketelmeer između Noordoostpoldera i istočnog Flevopoldera u nizozemskoj pokrajini Flevoland. Preko njega prolazi autocesta A6. Njegov dio je pokretni most .
Most je dug 800 metara, a otvoren je 15. lipnja 1970.
Na mostu Ketelbrug se dogodilo mnogo nesreća. Jedan od njih je bio kada signalna svjetla nisu zatreperila i most se podigao. Svjetla su kasnije zamijenjena. Sa mosta Ketelbrug se može vidjeti Zwolse-Hoek (Urk) i Kamperhoek.

## Vanjske poveznice
|  | Zajednički poslužitelj ima još gradiva o temi Ketelbrug |